# Нікос Ніопліас
Ні́кос Ніо́пліас (грец. Νίκος Νιόπλιας; народився 17 січня 1965; Галатіні, Греція) — грецький футболіст, півзахисник. Ніопліас захищав кольори національної збірної Греції, у складі якої брав участь у чемпіонаті світу 1994 року. Виступав за команди ОФІ, «Панатінаїкос» та «Халкідона». З 2016 року — головний тренер клубу ОФІ.

## Кар'єра
3 жовтня 2010 року Нікос Ніопліас оголосив про рішення залишити посаду головного тренера ФК «Панатінаїкоса». Це відбулось на прес-конференції після перемоги над «Панатінаїкосом» «Ерготеліса» в Іракліоні із рахунком 4:1 в Грецькій Суперлізі 2010-11. 15 листопада керівництво клубу офіційно сповістило про заміну Ніопліаса на посаді головного тренера «Панатінаїкоса» Яцеком Гмохом. 
Протягом 2011—2013 років працював з національною збірною Кіпру, а протягом частини 2015 року очолював тренерський штаб «Атромітоса». На початку 2016 року призначений головним тренером команди ОФІ, яка у травні того ж року під його керівництвом перемогла у своїй зоні Гамма Етнікі, третього грецького дивізіону, здобувши таким чином право з наступного сезону змагатися у другому за силою дивізіоні футбольної першості Греції.

## Статистика
| Сезон   | Клуб         | Країна | Ліга         | Матчі | Голи |
| ------- | ------------ | ------ | ------------ | ----- | ---- |
| 1982—83 | ОФІ          | Греція | Альфа Етнікі | 2     | 0    |
| 1983—84 | ОФІ          | Греція | Альфа Етнікі | 16    | 0    |
| 1984—85 | ОФІ          | Греція | Альфа Етнікі | 30    | 1    |
| 1985—86 | ОФІ          | Греція | Альфа Етнікі | 27    | 1    |
| 1986—87 | ОФІ          | Греція | Альфа Етнікі | 28    | 2    |
| 1987—88 | ОФІ          | Греція | Альфа Етнікі | 29    | 1    |
| 1988—89 | ОФІ          | Греція | Альфа Етнікі | 27    | 4    |
| 1989—90 | ОФІ          | Греція | Альфа Етнікі | 30    | 7    |
| 1990—91 | ОФІ          | Греція | Альфа Етнікі | 6     | 1    |
| 1991—92 | ОФІ          | Греція | Альфа Етнікі | 29    | 3    |
| 1992—93 | ОФІ          | Греція | Альфа Етнікі | 33    | 11   |
| 1993—94 | Панатінаїкос | Греція | Альфа Етнікі | 29    | 3    |
| 1994—95 | Панатінаїкос | Греція | Альфа Етнікі | 30    | 0    |
| 1995—96 | Панатінаїкос | Греція | Альфа Етнікі | 14    | 1    |
| 1996—97 | ОФІ          | Греція | Альфа Етнікі | 30    | 9    |
| 1997—98 | ОФІ          | Греція | Альфа Етнікі | 28    | 9    |
| 1998—99 | ОФІ          | Греція | Альфа Етнікі | 29    | 4    |
| 1999—00 | ОФІ          | Греція | Альфа Етнікі | 28    | 6    |
| 2000—01 | ОФІ          | Греція | Альфа Етнікі | 24    | 2    |
| 2001—02 | ОФІ          | Греція | Альфа Етнікі | 20    | 0    |
| 2002—03 | Халкідона    | Греція | Альфа Етнікі | 25    | 4    |
| 2003—04 | Халкідона    | Греція | Альфа Етнікі | 19    | 0    |

## Нагороди та досягнення
- «Панатінаїкос»
  - Альфа Етнікі (2): 1994–95, 1995–96
  - Кубок Греції (2): 1993–94, 1994–95
  - Суперкубок Греції (2): 1993, 1994